# Étienne Perret
Pour les articles homonymes, voir Perret.
Étienne Perret est un littérateur flamand de la seconde moitié du XVIe siècle.

## Biographie
Il est né à Anvers et se déplace à Rotterdam vers 1585. Il supporta le comte de Leicester lorsqu'il vint soutenir les provinces des Pays-Bas révoltées contre Philippe II d'Espagne. De confession réformée, il est très probablement l'auteur du pamphlet Een ootmoedich vertooch..., et a été longtemps emprisonné pour cela.
Il est très probablement le père du maître écrivain bruxellois Clément Perret, né en 1551.

## Œuvres
- XXV Fables des animaux. Vray miroir exemplaire, par lequel toute personne raisonnable pourra voir & comprendre, avec plaisir & contentement d'esprit, la conformité & vraye similitude de la personne ignorante (vivante selon les sensualités charnelles) aux animaux & bestes brutes, version française de la traduction flamande des fables d'Ésope publiée en 1567 par Edward de Dene. Anvers : Christophe Plantin, 1578. Perret a obtenu le 31 décembre 1577 un privilège de six ans pour l'impression et la vente de cet ouvrage.
- Een ootmoedich vertooch, ende eenvoudighe verclaringhe vanden eenighe middel, waer deur men voordaen dese arme bedructe Nederlanden sal behoeden van voorder verwoestinghe... [Humble et simple narration sur les seuls moyens par lesquels les pauvres et oppressés Pays-Bas peuvent à l'avenir être préservés d'une totale dévastation...]. S.l., 1583. (Anvers, MPM).